# Dreadstar
Dreadstar è stata la prima serie a fumetti pubblicata nel 1982 dalla Epic Comics, una linea della Marvel Comics. La serie è incentrata sul personaggio Vanth Dreadstar, il solo sopravvissuto della Via Lattea, e i suoi compagni di avventure, tra cui lo stregone cyborg Syzygy Darklock, e la loro lotta per mettere fine a un antico conflitto tra due potenze galattiche: La Chiesa della Strumentalità, comandata da Lord Papal, e la Monarchia, governata da un re fantoccio.
La serie, creata da Jim Starlin, fu bimestrale per buona parte della sua durata. La Epic Comics pubblicò 26 numeri, successivamente passò alla First Comics che pubblicò altri 38 numeri, per un totale di 64 numeri. I primi 41 numeri ebbero una pubblicazione bimestrale per poi diventare mensile. Nei primi anni novanta, una miniserie di sei numeri venne pubblicata da Malibu Comics. Nel 2011 Starlin ha dichiarato la possibilità che lavorerà su una nuova serie di Dreadstar.